# Les Angles (Hautes-Pyrénées)
Les Angles ist eine französische Gemeinde mit 131 Einwohnern (Stand 1. Januar 2022) im Département Hautes-Pyrénées in der Region Okzitanien (vor 2016: Midi-Pyrénées). Sie gehört zum Arrondissement Argelès-Gazost und zum Kanton Lourdes-2.
Die Einwohner werden Anglesois und Anglesoises genannt.

## Geographie
Les Angles liegt in den Pyrenäen, circa fünf Kilometer ostsüdöstlich von Lourdes in der historischen Grafschaft Bigorre.
Umgeben wird Les Angles von den sieben Nachbargemeinden:
|          | Lézignan                                    | Arcizac-ez-Angles  |
| Jarret   | Kompassrose, die auf Nachbargemeinden zeigt | Gez-ez-Angles      |
| Artigues | Sère-Lanso                                  | Arrodets-ez-Angles |

Les Angles liegt im Einzugsgebiet des Flusses Adour. Der Échez, einer seiner Nebenflüsse, durchquert das Gebiet der Gemeinde zusammen mit seinem Nebenfluss, dem Ruisseau des Moulettes.

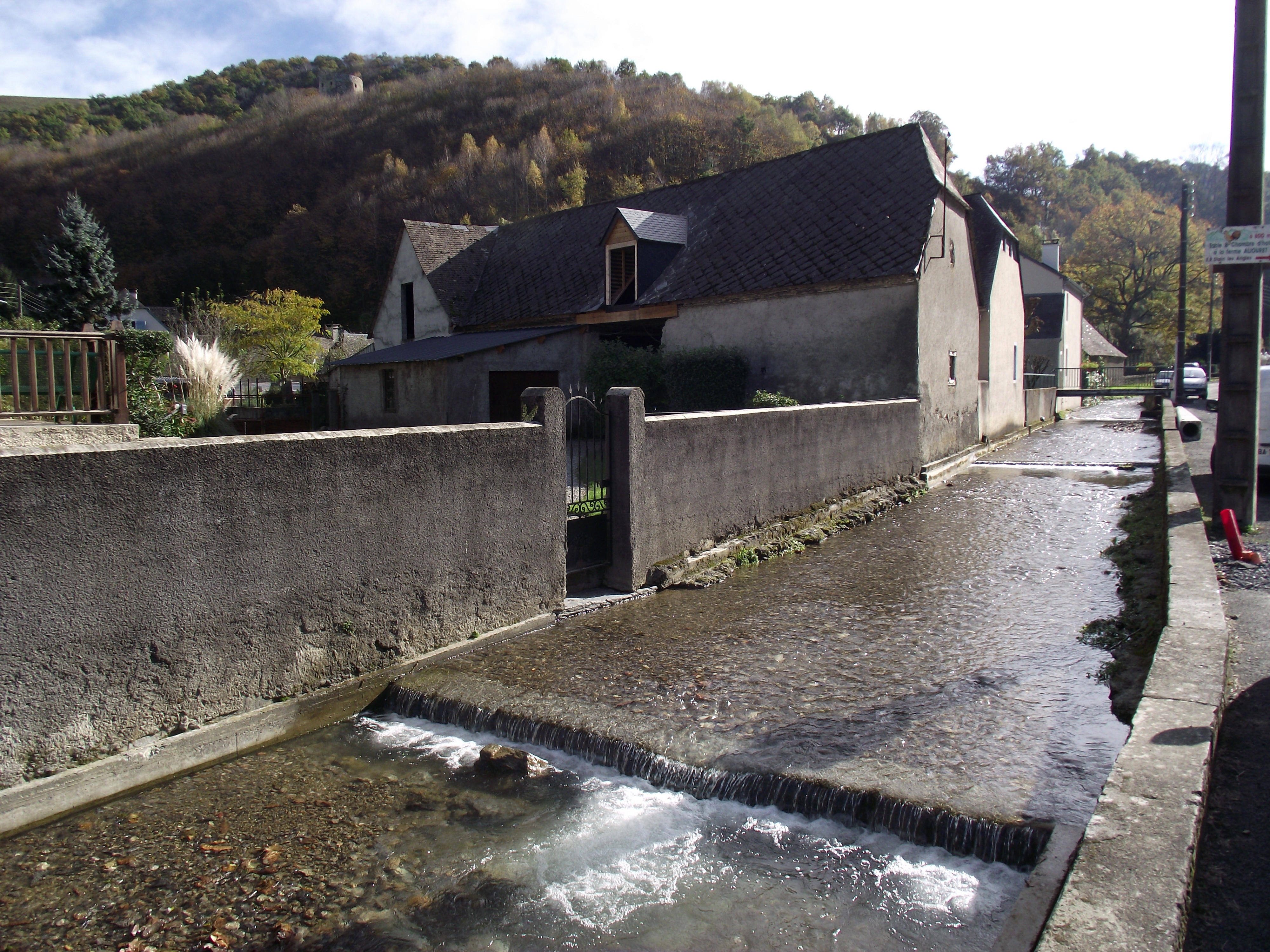
Der Échez bei Les Angles

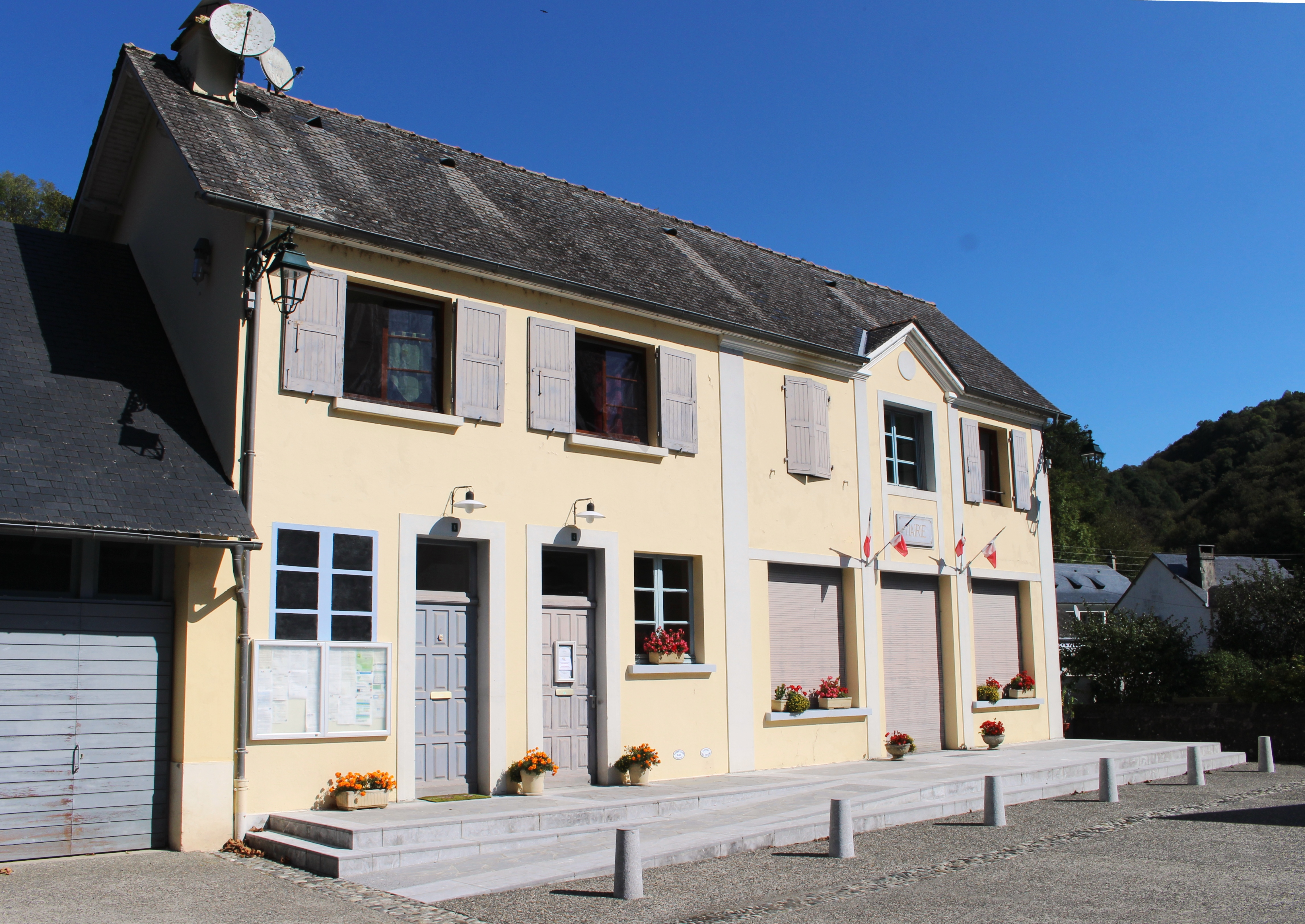
Bürgermeisteramt (Mairie)

## Toponymie
Der okzitanische Name der Gemeinde heißt Eths Angles. Er stammt vom lateinischen angulus und vom okzitanischen angle (deutsch Ecke, Winkel) ab. Der topografische Bezug ist hierbei unklar.
Der Spitzname der Bewohner der Gemeinde lautet Eths guitons (deutsch die Enten).
Toponyme und Erwähnungen von Les Angles waren:
- Augerius de Angulis (gegen 1110, Kopialbücher der Grafschaft Bigorre),
- Auger dels Angles und Auger de Angles (gegen 1125, Kopialbücher der Grafschaft Bigorre),
- Aner Sancius deus Ancles (1145, Kopialbücher des Abtei Saint-Savin-en-Lavedan),
- terra dels Ancles (1285, Volkszählung des Adels im Bigorre),
- deus Ancles (1338 und 1384, Kopialbuch der Vicomtes von Lavedan, genannt Livre vert de Bénac),
- deus Incles (1405, Livre vert de Bénac),
- loc deus Ancles und os Ancles (1429, Zensus der Grafschaft Bigorre),
- Aux Ancles (1541, Archiv des Départements Pyrénées-Atlantiques B1010),
- les Angles (1750, Karte von Cassini),
- Lesangles (1790, Département 1),
- Lous Angles (1790, Département 2),
- Angles (1793, Notice Communale),
- Lousangles (1801, Bulletin des lois).[4][5][6]

## Einwohnerentwicklung
Nach Beginn der Aufzeichnungen stieg die Einwohnerzahl in der Mitte des 19. Jahrhunderts auf einen Höchststand von rund 370. In der Folgezeit sank bis heute die Größe der Gemeinde bei kurzen Erholungsphasen.
| Jahr      | 1962 | 1968 | 1975 | 1982 | 1990 | 1999 | 2006 | 2011 | 2022 |
| --------- | ---- | ---- | ---- | ---- | ---- | ---- | ---- | ---- | ---- |
| Einwohner | 162  | 151  | 130  | 134  | 145  | 141  | 129  | 125  | 131  |

## Sehenswürdigkeiten

### Pfarrkirche Saint-Étienne

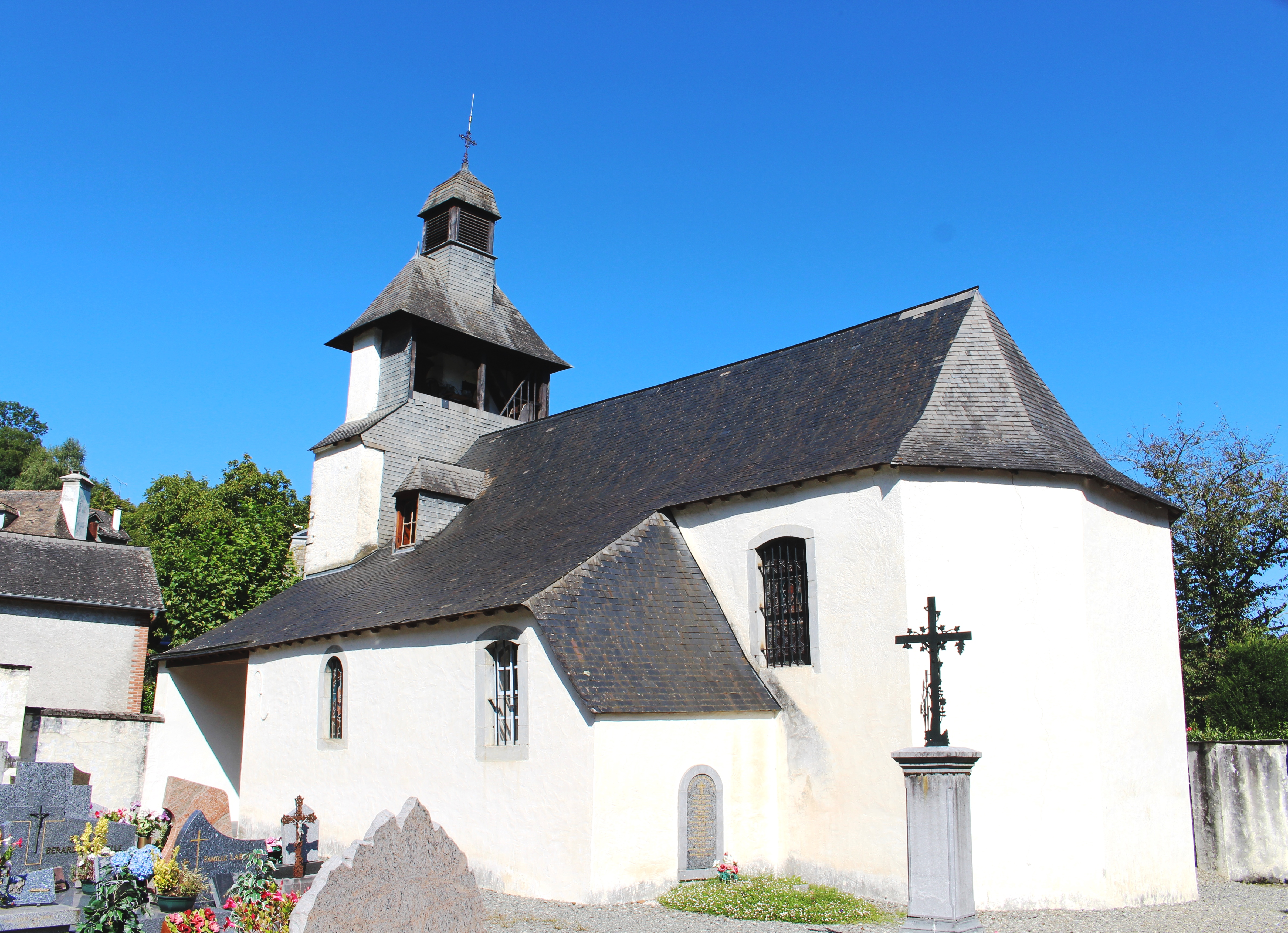
Pfarrkirche Saint-Étienne

Sie wurde im 17. und 18. Jahrhundert errichtet. An einer Ecke des Gebäudes ist ein Christusmonogramm zu sehen, das zu einer früheren Kapelle gehörte. Die Kirche besitzt einen Glockengiebel und eine polygonale Apsis. Auf der Rückseite des Glockengiebels ermöglicht eine Treppe den Zugang zu den Glocken. Die Seitenkapelle im Kircheninneren ist der heiligen Katharina geweiht. Ihr Altarretabel datiert aus dem 18. Jahrhundert.
Zahlreiche Ausstattungsstücke sind seit dem 19. Dezember 2002 als Monument historique eingeschrieben:
- die Wandverkleidung des Chors und die Bänke der Zelebranten aus Nussbaumholz
- das Retabel des Hauptaltars mit seinen drei Reliefs, dem Tabernakel mit seinen zwei Reliefs, zehn Statuen und sechs Kerzenleuchtern, aus dem 18. Jahrhundert. Eines der Reliefs zeigt die Szene der Steinigung des heiligen Stephanus, ein anderes die Verurteilung des heiligen Stephanus. Die Reliefs des Tabernakels erinnern an die Geburt Christi und die Flucht nach Ägypten.
- ein Ölgemälde aus dem Ende des 17. oder dem Anfang des 18. Jahrhunderts mit der Darstellung der Himmelfahrt Christi
- zwei Statuen aus bemaltem und vergoldetem Holz aus dem 18. Jahrhundert mit den Darstellungen von Engeln. Sie stehen zu beiden Seiten am Eingang des Chors und sind Werke aus der Werkstatt der Gebrüder Marc und Jean Ferrère.
- zwei Statuen aus bemaltem und vergoldetem Holz aus dem 18. Jahrhundert mit den Darstellungen der heiligen Katharina und dem Schutzpatron der Gemeinde und der Kirche, dem heiligen Stephanus.
- ein Beichtstuhl aus Holz aus dem 18. Jahrhundert
- ein Vortragekreuz aus vergoldetem Holz aus dem 18. Jahrhundert.[8][9]

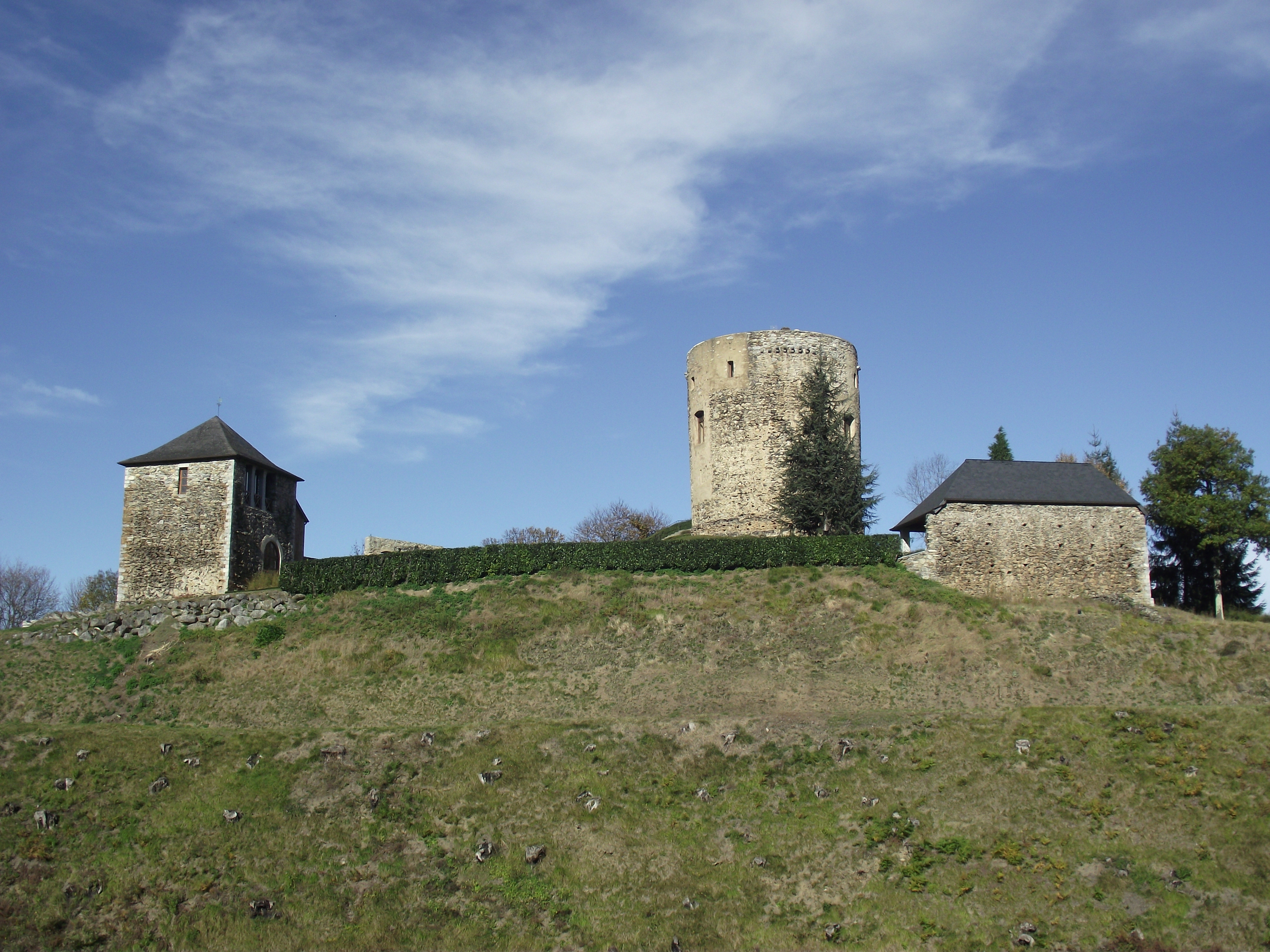
Ruine der Burg der Barone von Les Angles

### Ruine der Burg der Barone von Les Angles
Sie wurde im neunten Jahrhundert errichtet und thront auf einer Anhöhe über das Dorf. Im 15. Jahrhundert wurde sie von den Baronen von Les Angles aufgegeben und dem Zerfall übergeben. Die Grundherrschaft des Baronats von Les Angles überdauerte die Jahrhunderte vom Mittelalter bis zur Französischen Revolution. Sie war im Besitz der Familie Les Angles  bis zum Jahre 1310, ferner der Familie Armagnac im Jahre 1377 und zuletzt von Roux de Gaubert von 1734 bis 1789.
Heute ist nur ein Bauwerk am Eingang der ehemaligen Anlage und der Bergfried, der teilweise eingestürzt war, übrig geblieben. Im Jahre 1980 kaufte eine Privatperson die Parzelle und die auf ihr befindlichen Ruinen und ließ den Bergfried originalgetreu nachbauen. Das ehemalige Wohngebäude ist heute das Büro für die Ferienunterkünfte.

### MühleLa môle du castet

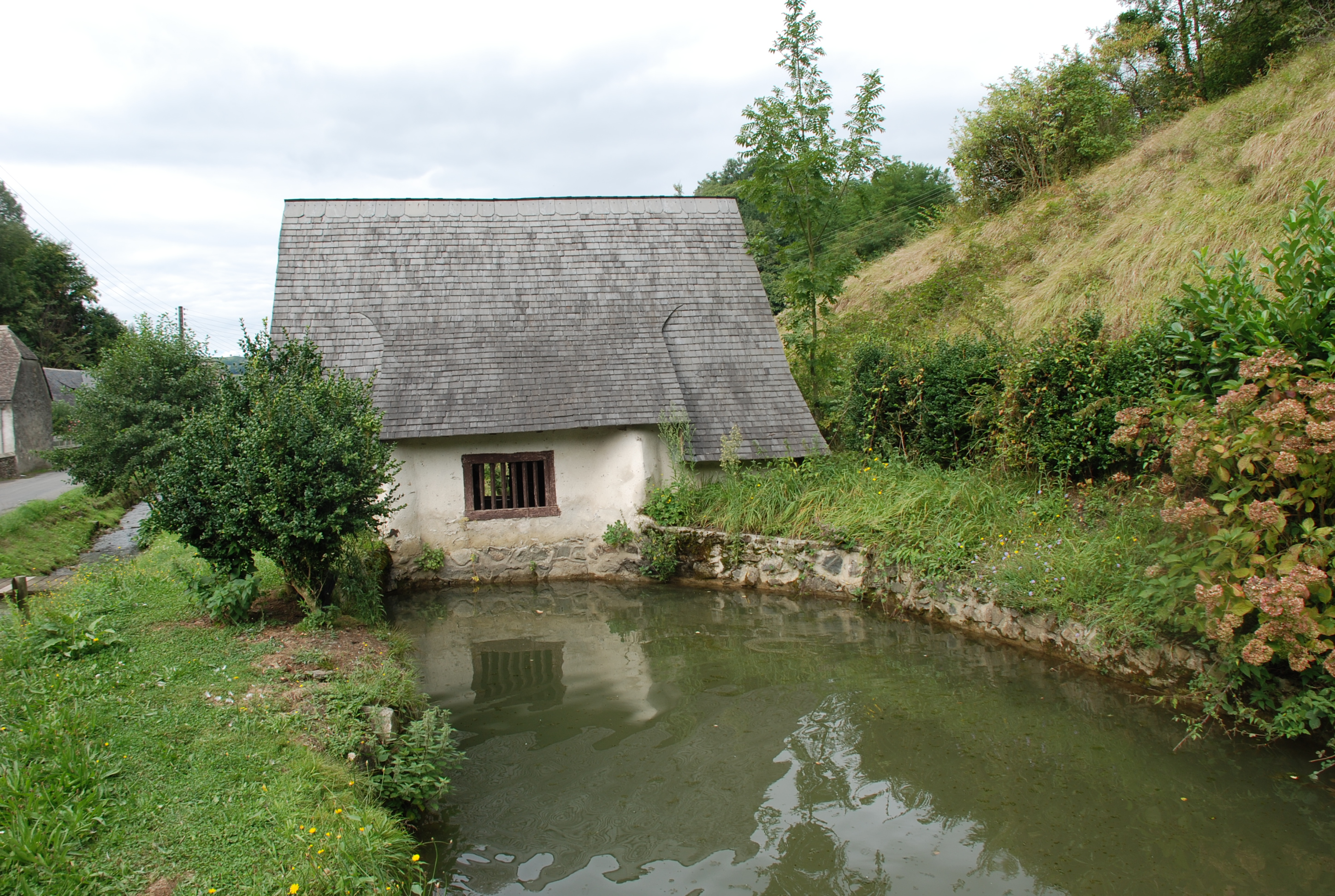
Mühle La môle du castet

Die Wassermühle gehörte den Baronen von Les Angles, die mit ihr den Mühlenzwang ausführten, das hieß, dass sie das alleinige Recht zum Bau und Betrieb der Mühle besaßen und dass alle Bauern dort ihr Getreide mahlen lassen mussten. Diese kleine Mühle liegt über dem Échez und wurde im Jahre 1734 am Fuß der Burg errichtet. Mit der Französischen Revolution erlosch das Mühlregal und die Mühle wurde als Nationalgut verkauft. Sie ging durch mehrere Hände und wurde in den Jahren 1829 und 1849 restauriert. Ihr Wasserrad drehte sich bis 1985, als sie aufgegeben wurde. Die Gemeinde kaufte sie im Jahre 2001, um sie erneut zu restaurieren inklusive des Zuflusses und der Maschinerie. Sie besitzt heute ein Mahlwerk für Weizen und eines für Mais.

## Wirtschaft und Infrastruktur
Les Angles liegt in den Zonen AOC der Schweinerasse Porc noir de Bigorre und des Schinkens Jambon noir de Bigorre.

### Verkehr
Les Angles wird von der Route départementale 7 durchquert.